# Leo F. Rayfiel
Leo Frederick Rayfiel (* 22. März 1888 in New York City; † 18. November 1978 in Wayne, New Jersey) war ein US-amerikanischer Jurist und Politiker. Zwischen 1945 und 1947 vertrat er den Bundesstaat New York im US-Repräsentantenhaus.

## Werdegang
Leo Frederick Rayfiel besuchte die Grundschule (Grade School) und die High School in New York City. 1908 graduierte er an der New York University Law School. Seine Zulassung als Anwalt erhielt er 1918 und begann dann in Brooklyn zu praktizieren. Zwischen 1939 und 1944 saß er in der New York State Assembly. Politisch gehörte er der Demokratischen Partei an.
Bei den Kongresswahlen des Jahres 1944 für den 79. Kongress wurde Rayfiel im 14. Wahlbezirk von New York in das US-Repräsentantenhaus in Washington, D.C. gewählt, wo er am 4. Januar 1945 die Nachfolge von Arthur George Klein antrat. Im Jahr 1946 wurde er in den 80. Kongress gewählt, trat allerdings am 13. September 1947 wegen einer Ernennung zum Richter von seinem Sitz zurück.
Er war Richter am United States District Court for the Eastern District of New York – eine Stellung, die er bis zu seinem Tod innehatte. Am 18. November 1978 starb er in Wayne und wurde auf dem Wellward Cemetery in Farmingdale beigesetzt.